# Golden Boys
Golden Boys é um grupo vocal do movimento Jovem Guarda no Brasil. Eles são, na origem, um quarteto doo-wop, formado por três irmãos: Roberto (1940–2016), Ronaldo (n. 1942), Renato Corrêa (n. 1944), e um amigo, Waldir da Anunciação (1941–2004), que os irmãos Corrêa conheceram na Escola Ferreira Viana. Com o sucesso do grupo, Waldir passou a ser apresentado como "primo" para que os membros parecessem pertencer à mesma família.

## Histórico
Os Golden Boys começaram a carreira muito jovens, por volta de 1958, como versão brasileira do conjunto americano The Platters. Destacaram-se em apresentações de rádio e televisão, e, inspirados nos quartetos norte-americanos, gravaram vários discos voltados para o público jovem.
Os irmãos Roberto, Renato e Ronaldo também atuaram como compositores de canções de sucesso gravadas por outros artistas, além de serem também produtores. Os Golden Boys excursionaram nos anos 60 por países da América do Sul e gravaram diversos álbuns.
Os maiores sucessos foram reunidos em uma coletânea de dois volumes da série Melhores Momentos. Algumas dessas faixas são "Cabeção" (Roberto Corrêa/ Silvio Sion), "Alguém na Multidão" (Rossini Pinto) e versões de músicas dos Beatles, como "Michelle" e "Ontem" ("Yesterday").
Após terem se dedicado ao "iê-iê-iê" brasileiro, no final dos anos 60 e início dos anos 70 participaram de vários álbuns de artistas da MPB e do pop-rock brasileiro, álbuns estes que futuramente se tornariam cult e objeto de desejo de colecionadores, como o clássico Carlos, Erasmo de Erasmo Carlos, nos discos de Marcos Valle, e até mesmo do álbum A Matança do Porco do grupo de rock progressivo Som Imaginário.
Os irmãos mais jovens formaram o Trio Esperança, com Regina, Mario e Evinha, mais tarde substituída pela irmã mais nova, Marizinha.

## Discografia
| Ano  | Gravadora  | Album                                                                                    | Formato  |
| ---- | ---------- | ---------------------------------------------------------------------------------------- | -------- |
| 1958 | Copacabana | The Golden Boys                                                                          | 78 rpm   |
| 1958 | Copacabana | The Golden Boys                                                                          | 78 rpm   |
| 1959 | Copacabana | Os Golden Boys                                                                           | LP       |
| 1959 | Copacabana | Os Golden Boys                                                                           | 78 rpm   |
| 1959 | Copacabana | Os Golden Boys                                                                           | Compacto |
| 1959 | Copacabana | The Golden Boys                                                                          | 78 rpm   |
| 1960 | Copacabana | The Golden Boys (c/ Betinho e seu conjunto)                                              | Compacto |
| 1960 | Copacabana | The Golden Boys                                                                          | 78 rpm   |
| 1961 | Copacabana | The Golden Boys                                                                          | 78 rpm   |
| 1962 | Copacabana | The Golden Boys                                                                          | 78 rpm   |
| 1963 | Polydor    | The Golden Boys                                                                          | 78 rpm   |
| 1963 | Polydor    | The Golden Boys                                                                          | 78 rpm   |
| 1964 | Polydor    | The Golden Boys                                                                          | Compacto |
| 1964 | Odeon      | Golden Boys                                                                              | Compacto |
| 1964 | Odeon      | Golden Boys                                                                              | Compacto |
| 1965 | Odeon      | The Golden Boys                                                                          | Compacto |
| 1965 | Odeon      | The Golden Boys                                                                          | LP       |
| 1965 | Odeon      | The Golden Boys                                                                          | Compacto |
| 1965 | Odeon      | The Golden Boys (c/ The Fevers)                                                          | Compacto |
| 1966 | Odeon      | Alguem na multidão (c/ The fevers)                                                       | LP       |
| 1966 | Odeon      | The Golden Boys (c/ The Fevers)                                                          | Compacto |
| 1967 | Odeon      | Golden Boys                                                                              | Compacto |
| 1967 | Odeon      | Pensando Nela                                                                            | LP       |
| 1967 | Odeon      | Golden Boys                                                                              | Compacto |
| 1967 | Odeon      | Golden Boys                                                                              | Compacto |
| 1968 | Odeon      | Golden Boys                                                                              | Compacto |
| 1968 | Odeon      | Golden Boys                                                                              | Compacto |
| 1968 | Odeon      | Na linha de frente                                                                       | LP       |
| 1968 | Odeon      | Golden Boys                                                                              | Compacto |
| 1968 | Odeon      | Golden Boys                                                                              | Compacto |
| 1969 | Odeon      | Golden Boys                                                                              | Compacto |
| 1969 | Odeon      | Golden Boys                                                                              | Compacto |
| 1969 | Odeon      | Golden Boys                                                                              | LP       |
| 1969 | Odeon      | Golden Boys                                                                              | Compacto |
| 1970 | Odeon      | Golden Boys                                                                              | Compacto |
| 1970 | Odeon      | Golden Boys                                                                              | Compacto |
| 1970 | Odeon      | FUMACÊ                                                                                   | LP       |
| 1970 | Odeon      | Golden Boys                                                                              | Compacto |
| 1971 | Odeon      | Golden Boys                                                                              | Compacto |
| 1971 | Odeon      | Golden Boys                                                                              | Compacto |
| 1971 | Odeon      | Só vou criar galinha                                                                     | LP       |
| 1973 | Odeon      | Golden Boys                                                                              | LP       |
| 1975 | Odeon      | Golden Boys                                                                              | LP       |
| 1978 | Polydor    | Golden Boys                                                                              | LP       |
| 1984 | Epic/CBS   | O sonho não acabou... Os inesquecíveis sucessos da Jovem Guarda em 35 super-regravações! | LP       |
| 1986 | Epic/CBS   | Golden Boys                                                                              | LP       |
| 1991 | Som Livre  | Golden Boys Ao Vivo                                                                      | CD       |
| 1994 | EMI-Odeon  | Meus Momentos - Golden Boys*                                                             | CD       |
| 1994 | EMI-Odeon  | Os Grandes Sucessos dos Golden Boys*                                                     | CD       |
| 1997 | EMI Music  | Meus Momentos Vol. 2 - Golden Boys*                                                      | CD       |
| 1997 | Som Livre  | Festival dos Golden Boys                                                                 | CD       |